# Kulanjan
Kulanjan è un album in studio del 1999 dell'artista blues Taj Mahal e del suonatore di kora maliano Toumani Diabaté.
Mahal aveva visitato il Mali per la prima volta nel 1979 e il titolo dell'album deriva dal brano "Kulanjan" dall'album di musica kora del 1970, Ancient Strings, del padre di Toumani Diabaté, Sidiki Diabaté. Mahal e Toumani Diabaté si erano incontrati per la prima volta nel 1990 e nel 1999 Toumani Diabeté selezionò sei virtuosi musicisti maliani e li portò a registrare l'album con Mahal ad Athens, in Georgia.
L'album è stato descritto da New Statesman come "un insieme entusiasmante di groove eclettici, che richiamano ragtime, barrelhouse blues e persino rock'n'roll".
Kulanjan è stato nominato album dell'anno dalla rivista Folk Roots, e il presidente Barack Obama ha raccomandato l'album in un sondaggio per la catena di libri Borders
Taj Mahal, in seguito all'album, ha organizzato un tour accompagnato da musicisti dell'Africa occidentale, collegando il suo suono blues americano ai ritmi tradizionali dell'Africa occidentale e tracciando le origini del blues nell'Africa occidentale.

## Tracce
1. Queen Bee (Mahal)
2. Tunkaranke (The Adventurer) (Mahal, Diabaté)
3. Ol' Georgie Buck (Mahal)
4. Kulanjan (The Long-Crested Hawk-Eagle) (Diabaté)
5. Fanta (Mahal, Diabaté)
6. Guede Man Na (Guede Was Here) (Diabaté)
7. Catfish Blues (Mahal)
8. K'an Ben (Let's Get Together) (Diabaté)
9. Take This Hammer (Mahal)
10. Atlanta Kaira (Diabaté)
11. Mississippi-Mali Blues (Diabaté)
12. Sahara (Mahal)